# Йосиф Перец
Йосиф Перец е български писател и сценарист.

## Биография
Роден е на 5 декември 1936 г. Завършва Техникум по електротехника „Киров“. След това започва работа в мина „Болшевик“ и слаботоков завод „Ворошилов“. В известен период от живота си е бил редактор на списание „Наука и техника за младежта“, „Космос“. По-късно и на вестниците „Поглед“ и „Орбита“. Йосиф Перец е известен със сценариите от поредицата за щъркела Чоко и жабока Боко.

## Филмография
- Чоко и Боко – приключение с индиго (1990)
- Чоко и Боко – копчето (1985)
- Чоко и Боко – олимпийска виза (1984)
- Чоко и Боко – машина на времето (1983)
- Планетата на съкровищата (1982)
- Чоко и Боко – ресторант 'Щъркелово гнездо' (1982)
- Чоко и Боко – бебешка поща (1979)
- Алтернатива (1978)
- Четвърто измерение (1977)
- Хороскоп (1974)
- Дресура (1970)